# Belinda Hocking
Belinda Jane Hocking (* 14. September 1990 in Wangaratta, Victoria) ist eine ehemalige australische Schwimmerin. Sie erschwamm bei Weltmeisterschaften zwei Silbermedaillen und eine Bronzemedaille auf der 50-Meter-Bahn und einmal Silber auf der 25-Meter-Bahn. Bei Commonwealth Games gewann sie zwei Goldmedaillen und eine Bronzemedaille.

## Sportliche Karriere
Die 1,67 Meter große Belinda Hocking schwamm für das Australian Institute of Sport.
Bei den Kurzbahnweltmeisterschaften 2008 in Manchester wurde Hocking Fünfte über 100 Meter Rücken und Sechste über 50 Meter Rücken. Sie war auch im Vorlauf der 4-mal-100-Meter-Lagenstaffel dabei. Da die australische Staffel im Finale den zweiten Platz belegte, erhielt auch Hocking eine Silbermedaille. Vier Monate später bei den Olympischen Spielen 2008 in Peking trat Hocking nur über 200 Meter Rücken an. Sie schwamm die elftbeste Vorlaufzeit und war im Halbfinale die Sechstschnellste. Im Finale schlug sie als Achte an, einen Platz hinter ihrer Landsfrau Meagen Nay.
2009 bei den Weltmeisterschaften in Rom schwamm Hocking über 100 Meter Rücken die 17. Vorlaufzeit und verfehlte das Halbfinale um eine Zehntelsekunde. Über 200 Meter Rücken war sie Vorlaufvierte und Halbfinalneunte, hier fehlten ihr zwei Zehntel zum Finaleinzug. Im August 2010 bei den Pan Pacific Championships in Irvine wurde Hocking über 200 Meter Rücken Dritte hinter Elizabeth Beisel und Elizabeth Pelton, beide aus den Vereinigten Staaten. Hocking hatte eine halbe Sekunde Rückstand auf die Zweitplatzierte und eine halbe Sekunde Vorsprung vor der Drittplatzierten. Über 100 Meter Rücken konnte Hocking nur im B-Finale antreten, da die beiden Plätze für das A-Finale von Emily Seebohm und Sophie Edington belegt wurden. Als Zweite des B-Finales wurde Hocking insgesamt Zehnte. Im Oktober bei den Commonwealth Games in Neu-Delhi wurden Edington und Hocking über 100 Meter Rücken zeitgleich Vierte mit 0,07 Sekunden Rückstand auf die Bronzemedaille. Über 200 Meter Rücken wurde Hocking ebenfalls Vierte mit 0,73 Sekunden Rückstand auf Emily Seebohm auf dem Bronzerang.
Im Jahr darauf bei den Weltmeisterschaften 2011 in Shanghai schwamm Hocking über 100 Meter Rücken in Vorlauf, Halbfinale und Endlauf jeweils die sechstbeste Zeit. Über 200 Meter Rücken war sie Vorlaufvierte und Halbfinalzweite. Im Finale siegte Missy Franklin aus den Vereinigten Staaten mit einer Sekunde Vorsprung vor Hocking, die ihrerseits anderthalb Sekunden vor der drittplatzierten Niederländerin Sharon van Rouwendaal anschlug. In der 4-mal-100-Meter-Lagenstaffel erreichten Stephanie Rice, Leisel Jones, Alicia Coutts und Merindah Dingjan als Vorlaufvierte das Finale. Im Endlauf waren Belinda Hocking, Jones, Coutts und Dingjan zweieinhalb Sekunden schneller als die Vorlaufstaffel und wurden Dritte hinter dem US-Quartett und den Chinesinnen.
Bei den Olympischen Spielen 2012 in London erreichte Hocking das Finale über 100 Meter Rücken mit der siebtbesten Halbfinalzeit. Diese Platzierung bestätigte sie auch im Endlauf; beste Australierin war Emily Seebohm, die die Silbermedaille gewann. Drei Tage später schwamm Hocking im Halbfinale über 200 Meter Rücken die zehntbeste Zeit und verfehlte das Finale um eine halbe Sekunde. Meagen Nay gelang der Finaleinzug und sie belegte den fünften Platz.
Ein Jahr später bei den Weltmeisterschaften 2013 in Barcelona wurde Hocking Achte über 100 Meter Rücken. Über 200 Meter Rücken gewann Missy Franklin mit fast zwei Sekunden Vorsprung vor Hocking. 14 Hundertstelsekunden hinter Hocking schlug die Kanadierin Hilary Caldwell als Dritte an. 2014 bei den Commonwealth Games in Glasgow blieben über 100 Meter Rücken drei Schwimmerinnen unter einer Minute. Emily Seebohm gewann vor der Waliserin Georgia Davies und Belinda Hocking. Über 200 Meter Rücken siegte Hocking mit über einer Sekunde Vorsprung vor Seebohm und Caldwell. Eine zweite Goldmedaille erhielt Hocking für ihren Vorlaufeinsatz in der Lagenstaffel, die im Finale mit Seebohm auf der Rückenlage gewann. Einen Monat nach den Commonwealth Games fanden in Gold Coast die Pan Pacific Championships 2014 statt. Über 100 Meter Rücken siegte Seebohm vor Hocking, über 200 Meter Rücken gewann Hocking vor Seebohm.
Zum Abschluss ihrer Karriere trat Hocking bei den Olympischen Spielen 2016 in Rio de Janeiro noch einmal über 200 Meter Rücken an. Sie war Viertschnellste im Vorlauf und Fünfte im Halbfinale. Im Finale schwamm sie gleichfalls die fünftschnellste Zeit, auf die drittplatzierte Hilary Caldwell fehlte ihr eine halbe Sekunde.